# Rubén Chamorro
Rubén Jacinto Chamorro (Capital Federal, 7 de junio de 1926 - Capital Federal, 2 de junio de 1986) fue un militar argentino, vicealmirante de la Marina, director de la ESMA y comandante del GT 3.3 entre 1975 y 1979, durante el terrorismo de Estado de la dictadura militar autodenominada Proceso de Reorganización Nacional. Además, fue agregado naval de la Embajada Argentina en Sudáfrica en 1979 (junto a Jorge Acosta y Alfredo Astiz).

## Carrera militar
Chamorro (como contraalmirante) fue director de la ESMA y comandante del GT 3.3, el cual administraba la ESMA (en Capital Federal) entre 1975 y 1979. Posteriormente asumió como agregado naval en Sudáfrica entre 1979 y 1981 (al menos). Se considera que fue mano derecha del almirante Emilio Eduardo Massera en la ESMA.

## Represión en la ESMA
Residió en la ESMA junto a su hija Berenice Chamorro, a quien festejó el cumpleaños de 15 mientras funcionaba como centro clandestino de detención. En el juicio a las Juntas hubo testimonios de una amiga de Berenice, quien vio a través de una ventana como bajaban de un Ford Falcon una mujer encapuchada, encadenada de pies y manos.

## Causas judiciales
Tuvo una cuenta en la sucursal de Ginebra del Banco Bruxelles-Lambert (BBL) hasta 1982, cuando la clausuró.
En febrero de 1984 Chamorro es detenido en su calidad de exdirector de la ESMA. En esa ocasión fue el único detenido en vinculación con los crímenes cometidos en ese lugar.
Murió a causa de un ataque cardíaco el 2 de junio de 1986, antes de poder ser juzgado por los cargos que tenía en su contra.